# Primera partición de Bengala

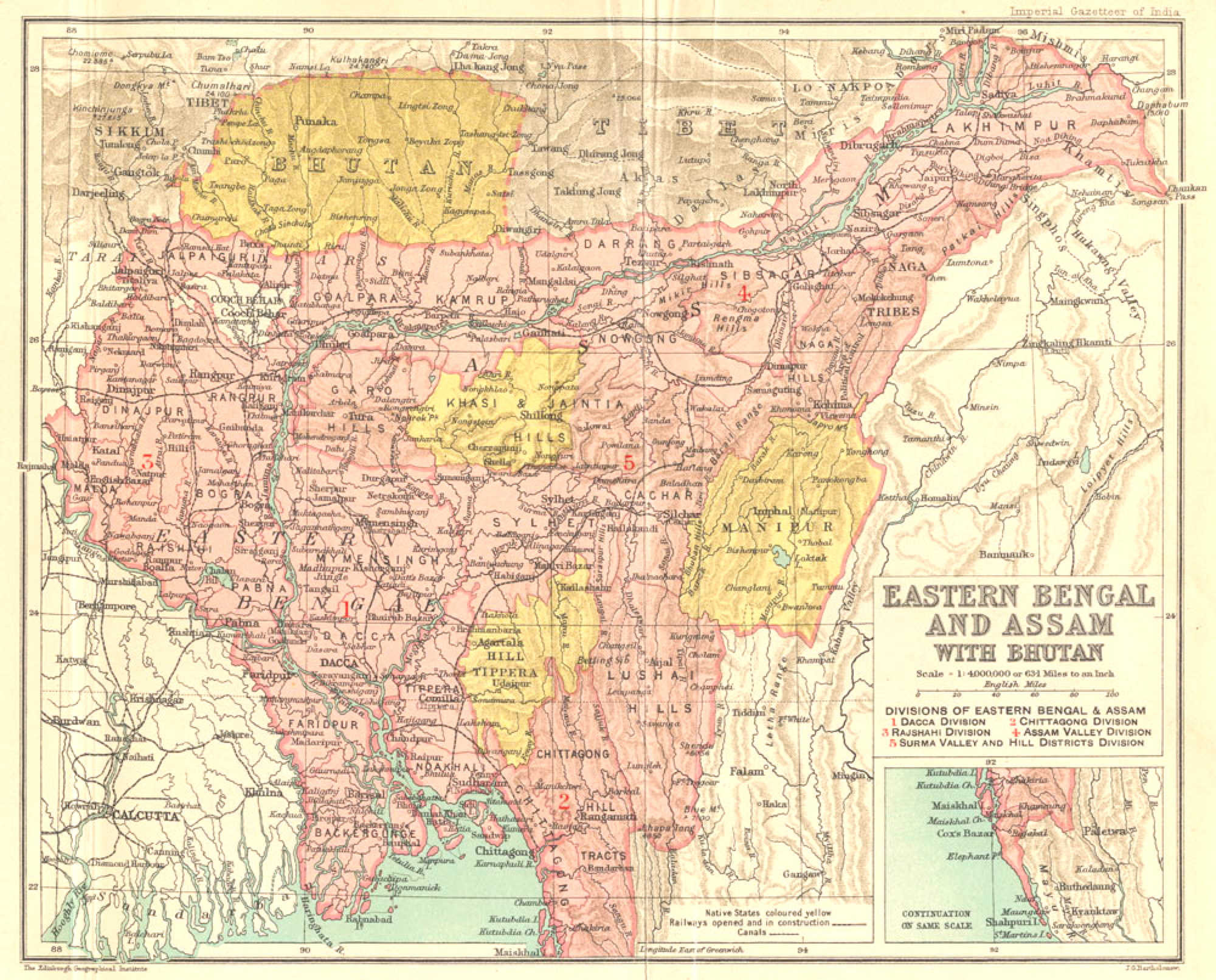
Mapa de Bengala del Este y la provincia de Assam.

La Primera partición de Bengala fue un proceso político ocurrido en 1905, a través del cual se dividió en dos la provincia de Bengala. Fue llevada a cabo el 16 de octubre de 1905 por el entonces Gobernador General de la India, Lord George Curzon. Debido al alto malestar político generado por esta división territorial, ambas partes de Bengala fueron reunidas en 1911.

## Origen
La provincia de Bengala tenía en ese momento un área de 489 507 kilómetros cuadrados, y una población de 78,5 millones de personas. La parte oriental de Bengala casi fue aislada por la parte occidental, debido a factores geográficos y a las malas comunicaciones entre ambas. En 1836, ambas fueron situadas bajo un gobernador, y en 1854 el Gobernador General fue relevado de la administración de Bengala. En 1874 Assam, incluyendo Sylhet, fue separada de Bengala para formar otra unidad administrativa, a la cual se le unieron los Valles de Lushai en 1898.

## Partición
La partición fue considerada en 1903. Había interés en separar Chittagong y los distritos de Daca y Mymensingh de Bengala, y añadirlos a la provincia de Assam. Lo mismo ocurría con la incorporación de Chhota Nagpur con las provincias centrales. El gobierno publicó su idea en 1904, y en febrero de ese año Lord Curzon hizo una gira oficial a los distritos del este de Bengala para conocer que pensaba la opinión pública de la partición. Se reunió con líderes y personalidades de Daca, Chittagong y Mymensingh, explicándoles la postura del gobierno ante tal suceso.
La nueva provincia consistiría en un estado formado por Tripura, Chittagong, Daca, Rajshahi (excluyendo Darjeeling) y el distrito de Malda incorporados a la provincia de Assam. Bengala debería entregar no solo buena parte de sus territorios del este, sino que además debía ceder a las Provincias Centrales los cinco estados de lengua Hindi. En la parte oeste fue ofrecido también a los Estados Centrales Sambalpur y cinco estados menores oriyahablantes. En definitiva, Bengala se quedaría con 366 690 kilómetros cuadrados y una población de 54 millones, de las cuales 42 millones serían de origen hindú y 9 de origen musulmán.
La provincia resultante de todo esto se llamó Bengala Oriental y Assam, y tenía a Daca como su capital. Se trataba de una división con 275 937 kilómetros cuadrados de territorio con una población de 31 millones de personas (18 musulmanes - 12 hindúes). La administración se llevó a cabo con un Consejo Legislativo. El gobierno trató de difundir la imagen de una provincia con una clara definición geográfica, étnica, lingüística y con unas características sociales más que definidas. Así, el gobierno de la India promulgó la decisión final de hacer la división el 19 de julio de 1905, lo cual se hizo efectivo el 16 de octubre de ese mismo año.

## Consecuencias
La división creó una profunda crisis política. Los musulmanes de Bengala Oriental tenían la impresión de que esta separación les sería beneficiosa, y que les daría más oportunidades en educación o empleo. Sin embargo, los habitantes de Bengala Occidental no estaban de acuerdo, y hubo un gran auge nacionalista reflejado en la literatura del momento. La oposición fue llevada a cabo por el Congreso Nacional Indio, liderado por Henry Cotton, quien había dirigido el estado de Assam. Cotton coordinó una campaña para expulsar al primer gobernador de Bengala Oriental, Bampfylde Fuller. En 1906, Rabindranath Tagore escribió la Amar Shonar Bangla (Mi dorada Bengala), que posteriormente sería himno nacional de Bangladés, en la cual hablaba de la partición.
Debido a las protestas políticas, ambas partes de Bengala fueron reunidas en 1911. La administración de la India Británica fue movida de Calcuta a Nueva Delhi. Sin embargo, la reunión no acabó con los problemas, y musulmanes e hindúes siguieron teniendo conflictos.